# Scarus xanthopleura
Scarus xanthopleura е вид бодлоперка от семейство Scaridae. Видът не е застрашен от изчезване.

## Разпространение и местообитание
Разпространен е в Австралия, Гуам, Източен Тимор, Индонезия, Кокосови острови, Маршалови острови, Микронезия, Науру, Остров Рождество, Палау, Папуа Нова Гвинея, Провинции в КНР, Соломонови острови, Тайван, Тувалу, Филипини и Япония.
Обитава океани, морета, лагуни и рифове. Среща се на дълбочина от 3 до 23 m, при температура на водата от 28,4 до 29 °C и соленост 35,1 – 35,3 ‰.

## Описание
На дължина достигат до 54 cm.